# Leptomys elegans
Leptomys elegans és una espècie de mamífer rosegador de la família dels múrids. Viu a les muntanyes del sud de Papua Nova Guinea, on el seu hàbitat natural són els boscos tropicals i subtropicals secs.

## Distribució i hàbitat
Es tracta d'una espècie endèmica de la meitat est de l'illa de Nova Guinea. La seva àrea de distribució inclou la Serralada Owen Stanley, i els monts Dayman, Sisa i Victoria a Papua Nova Guinea, on hi viu entre els 400 i 1.600 msnm. El seu hàbitat inclou boscos secundaris, encara que se sospita que també està present a boscos primaris.

## Estat de conservació
No es coneixen amenaces concretes per aquesta espècie. De vegades és caçada, presumiblement per al consum, encara que no sembla que sigui significatiu per la seva supervivència. Anteriorment classificada com en perill crític, s'ha descobert que la seva àrea de distribució és molt més àmplia i molt més abundant del que es creia i s'ha reclassificat a risc mínim.